# Joaquim Silva Nogueira
Joaquim Silva Nogueira (1892 — 1959) foi um fotografo muito famoso. Eram dele muitas das imagens divulgadas em cartazes, jornais, programas ou postais da época.[carece de fontes?]
Destaca-se como fotógrafo principal da revista ilustrada Cine, publicada em 1934.
O fotógrafo dos atores, como também era conhecido, retratou Amália Rodrigues numa série de sessões realizadas entre 1942 e 1954. As fotos estiveram expostas no Museu do Teatro, a partir de 16 de Dezembro de 1999. Num dos retratos, a fadista reconheceu "haver uma coisinha lá dentro", por isso guardou-o em casa até ao dia da sua morte.[carece de fontes?]